# Yusuf Zuayyin
Yusuf Zuayyin (17 de novembro de 1931 – 10 de janeiro de 2016) foi um médico e político sírio e membro do Partido Baath, desde 1957, assumiu o cargo do primeiro-ministro da Síria duas vezes e o cargo do Ministro da Agricultura duas vezes, em 1963 e 1965, também serviu como um embaixador da Síria na Grã-Bretanha.